# Miozia Caetani
Miozia Caetani (1400 – 1468) è stata una nobildonna italiana, figlia del Conte Palatino Benedetto Caetani, signore di Pofi. Sposò Giacomo Caetani signore di Filettino.
Donna molto saggia e abile, al corrente della situazione politica di Trevi nel Lazio, tanto che nel suo testamento esorta i figli ad amministrare con saggezza la giustizia. Dal matrimonio con Giacomo di Filettino ebbe cinque figli maschi (dei quali, due morti prima di redigere il testamento) e quattro femmine. Morì nel 1468 e probabilmente fu sepolta nella cripta della chiesa di Santa Maria Assunta in Trevi nel Lazio, nella navata destra dell’altare, dove esiste un complesso sepolcrale di notevole grandezza, senza alcuna iscrizione e senza alcuno stemma.